# Dejan Kralj
Dejan Kralj (Liubliana, 28 de junio de 1976) es un deportista esloveno que compitió en piragüismo en la modalidad de eslalon. Ganó una medalla de bronce en el Campeonato Mundial de Piragüismo en Eslalon de 2005 y cinco medallas en el Campeonato Europeo de Piragüismo en Eslalon entre los años 2000 y 2010.

## Palmarés internacional
| Campeonato Mundial | Campeonato Mundial               | Campeonato Mundial | Campeonato Mundial |
| Año                | Lugar                            | Medalla            | Competición        |
| ------------------ | -------------------------------- | ------------------ | ------------------ |
| 2005               | Penrith (Australia)              | Medalla de bronce  | K1 por equipos     |
| Campeonato Europeo |                                  |                    |                    |
| Año                | Lugar                            | Medalla            | Competición        |
| 2000               | Mezzana (Italia)                 | Medalla de plata   | K1 por equipos     |
| 2005               | Tacen (Eslovenia)                | Medalla de oro     | K1 por equipos     |
| 2006               | L'Argentière-la-Bessée (Francia) | Medalla de oro     | K1 por equipos     |
| 2007               | Liptovský Mikuláš (Eslovaquia)   | Medalla de oro     | K1 por equipos     |
| 2010               | Bratislava (Eslovaquia)          | Medalla de bronce  | K1 por equipos     |